# Prieuré de Chirens
Le prieuré Notre-Dame-du-Gayet de Chirens est un ancien prieuré situé à Chirens, en Isère, dans la région Auvergne-Rhône-Alpes, en France.
Cet édifice, construit au XIe siècle, appartenait à l’ordre des Bénédictins. Classé Monument Historique en 1973, le monastère a entièrement été restauré au XXe siècle accueille des concerts de musique classique, dans le cadre d'un festival et des expositions temporaires.
L'église du prieuré, avec ses peintures murales et ses inscriptions gravées, fait l'objet d'un classement au titre des monuments historiques par arrêté du 26 mars 1973.

## Histoire

### Fondation
Le prieuré de Chirens a été fondé au XIe siècle probablement par les seigneurs de Clermont, dont le château est situé près de Chirens (les ruines sont encore visibles dans le hameau de Clermont). Le monastère était rattaché à l'ordre des Bénédictins de Saint-Pierre de Vienne.

### Époque contemporaine
L'édification d'une église plus grande au centre du village de Chirens entraîne la vente du prieuré en 1875 par la municipalité. Cependant l'ancien monastère n'est pas démoli et l’édifice et connaîtra de nombreux avatars servant de théâtre, d’entrepôt puis d’usine.
En 1962, le peintre Roger Lorin fait l'acquisition de l'ancien bâtiment religieux. L'artiste, d'origine bressane, le restaure en lui rendant son aspect d’église romane. Les restaurations permettent de dégager trois éléments remarquables : l’abside romane, une des rares encore conservées au sein du Pays Voironnais ainsi que des inscriptions romanes et un ensemble de fresques réalisées par François Chambon entre 1686 et 1687.

## Description
L’architecture du prieuré est typique de l’art roman. L'édifice est peu élevé et il présente de petites ouvertures dans des murs massifs. Le plan d’ensemble se présente avec un chœur en hémicycle et une nef rectangulaire flanquée d’une chapelle au nord. Quelques décors sont visibles sur les chapiteaux des colonnes.

## Situation et accès

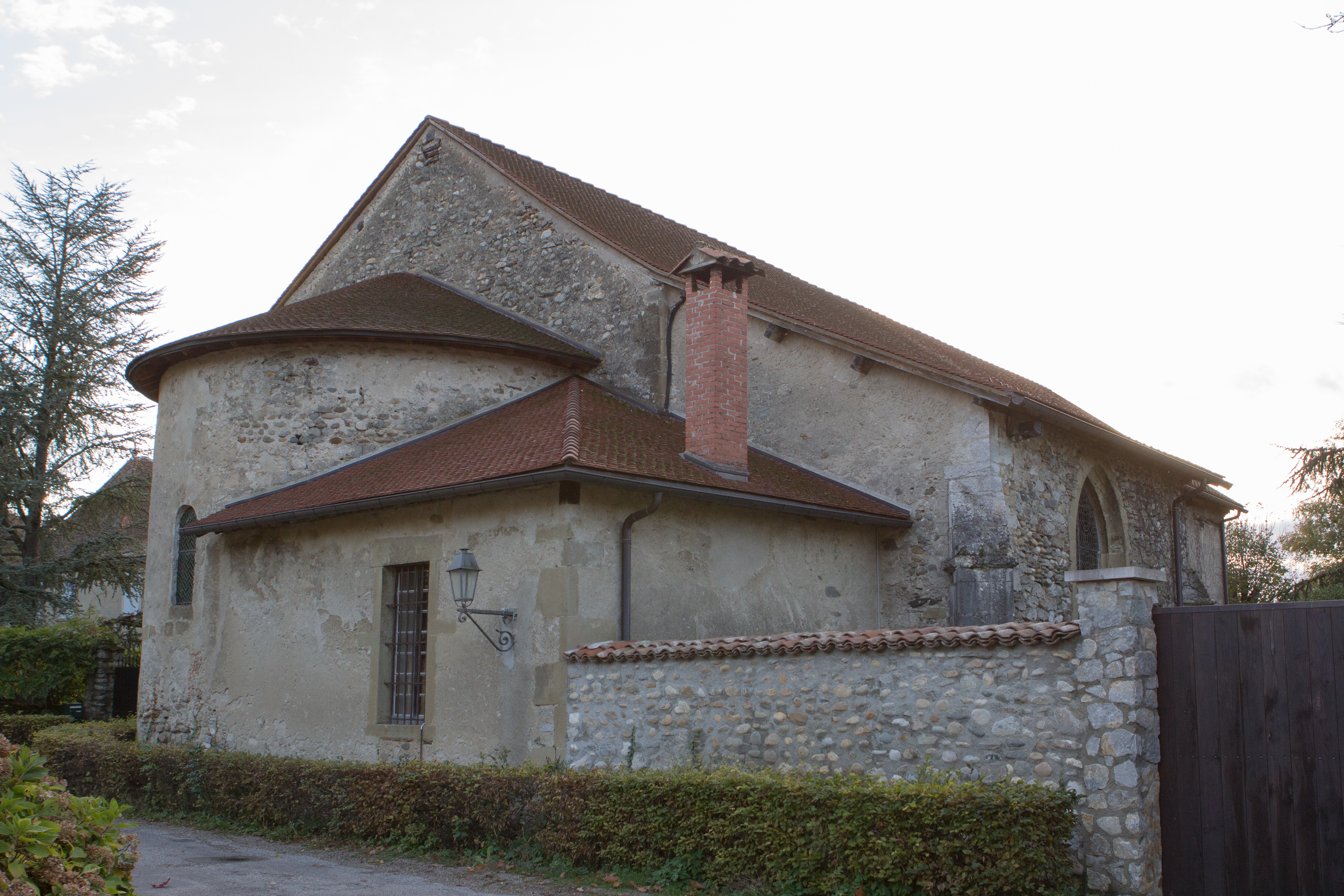
Vue générale du prieuré de Chirens en 2013

### Situation
Le prieuré se positionne à proximité du bourg central de Chirens, dans la partie méridionale de la petite agglomération dénommé hameau ou quartier du Gayet. L'entrée des bâtiments se situe dans la rue Notre Dame-du-Gayet, non loin de la route de Chartreuse qui relie Chirens à Voiron.

### Accès

#### Par la route
Le prieuré est situé à proximité de la RD 1075, ancienne route nationale reliant Bourg-en-Bresse à Grenoble. Une route à sens unique permet d'accéder au site à quelques centaines de mètres du bourg, dans la direction de Voiron.

#### Par les Transports en commun
Le prieuré est desservi par deux lignes de bus interurbain du réseau des Transports du Pays voironnais qui le relie à la ville Voiron et à sa gare SNCF :
- la ligne E Saint-Geoire-en-Valdaine-Cotagon) → Voiron-gare (arrêt Chirens-Le Gayet) ;
- la ligne F Montferrat-Village → Voiron-gare (arrêt Chirens-Le Gayet).

## Aspect culturel

### Festival du Prieuré de Chirens
Le festival de musique de chambre du Prieuré de Chirens a été créé en 1964 par le peintre Roger Lorin. Depuis 2002, le festival déconcentre une ou deux manifestations à vocation orchestrale à l'église Saint-Laurent-des-Prés de Tullins